# Shawn Pyfrom
Shawn Caminiti Pyfrom (Tampa, Florida, 16 de agosto de 1986), es un actor estadounidense.   
Es conocido por su interpretación de Andrew Van de Kamp en Desperate Housewives de ABC y de Lionel Griff en Stanley de Playhouse Disney. 

## Trayectoria profesional
Es conocido por su papel recurrente como Andrew Van de Kamp, el hijo de Bree Van de Kamp (Marcia Cross) y Rex Van de Kamp (Steven Culp) en Desperate Housewives del canal ABC . Desempeñó el papel de invitado recurrente durante la primera temporada del programa (2004-2005). Después de aparecer en toda la segunda temporada como miembro del reparto secundario (por lo que se le acreditó en los créditos iniciales) y aparecer en la tercera y cuarta temporada, regresó en la quinta temporada como protagonista de pleno derecho. Shawn apareció en la película de Walt Disney Pictures The Shaggy Dog (2006) junto a Tim Allen y Kristin Davis y en la película The Darkroom (2007) junto a Erin Foster . En 2009, Pyfrom dejó Desperate Housewives como regular de la serie, pero continuó haciendo frecuentes apariciones como invitado, incluida la última temporada. 
A raíz de la muerte de Philip Seymour Hoffman en 2014 por sobredosis, Pyfrom admitió una recuperación de cinco meses desde febrero de 2014 de la adicción a las drogas y el alcoholismo. 

### Cine
| Año  | Título                               | Rol                |
| ---- | ------------------------------------ | ------------------ |
| 1999 | Belle's Tales of Friendship          | Shawn              |
| 2000 | Pay It Forward                       | Shawn              |
| 2000 | A Day in a Life                      | Jeremy             |
| 2001 | Max Keeble's Big Move                | Bus prankster      |
| 2002 | Sum 41: Fatlip                       | Teenager #6        |
| 2005 | Stanley's Dinosaur Round-Up          | Lionel Griff       |
| 2006 | The Shaggy Dog                       | Trey               |
| 2006 | The Darkroom                         | Stanley            |
| 2009 | The Alyson Stoner Project            | Tagger             |
| 2009 | Tanner Hall                          | Hank               |
| 2009 | The Juggler                          | The cash collector |
| 2011 | The Sexy Dark Ages                   | Rowan              |
| 2011 | Skin                                 | Matthew            |
| 2017 | Hard Surfaces                        | Adrian Jacobs      |
| 2018 | Hellbent                             | Billy              |
| 2018 | Randy's Canvas                       | Butch              |
| 2020 | Model Citizen                        | Tyler Walton       |
| 2020 | Pistachio Goes to Walt Disney World! | Pistachio fan      |

### Televisión
| Año       | Título                                        | Rol                          |
| --------- | --------------------------------------------- | ---------------------------- |
| 1995      | The Cape                                      | Jerry Blake                  |
| 1995      | Sing Me a Story with Belle                    | Shawn                        |
| 1998      | Pumpkin Man                                   | Austin                       |
| 1998      | A Wing and a Prayer                           | Justin                       |
| 1998      | From the Earth to the Moon                    | Ten year old boy             |
| 1998      | Chicago Hope                                  | Jonah 'Jessica' Boyd         |
| 1998      | Ellen                                         | Boy scout                    |
| 1998      | L.A. Doctors                                  | Kevin Claybourne             |
| 1998      | The Drew Carey Show                           | Mark Foster                  |
| 1998      | My Hometown                                   | Jamie / Dylan                |
| 1999      | Buffy the Vampire Slayer                      | Little boy                   |
| 1999      | Michael Landon, the Father I Knew             | Michael Landon Jr. (age 10)  |
| 1999      | The Night of the Headless Horseman            | Schoolboy                    |
| 1999      | Come On Get Happy: The Partridge Family Story | Danny Bonaduce               |
| 1999      | Touched by an Angel                           | Aaron Berger                 |
| 1999      | H-E Double Hockey Sticks                      | Lewis                        |
| 2000      | Recess                                        | Zack                         |
| 2000      | The Trouble with Normal                       | Douglas                      |
| 2000      | The Amanda Show                               |                              |
| 2000–2001 | 7th Heaven                                    | Bobby Carver                 |
| 2000–2001 | Family Guy                                    | Oliver                       |
| 2001      | The Kids from Room 402                        | Jesse                        |
| 2001      | Reba                                          | Bryan                        |
| 2001      | What's Up, Peter Fuddy?                       |                              |
| 2001–2003 | Stanley                                       | Lionel Griff                 |
| 2002      | Malcolm in the Middle                         | Eddie                        |
| 2002      | Rocket Power                                  | Skateboarder                 |
| 2002      | State of Grace                                | Logan                        |
| 2003      | Oliver Beene                                  | Bill                         |
| 2003      | My Life with Men                              | Sam                          |
| 2003      | The Division                                  | John Jr. at 15 / Cory Kenner |
| 2003      | The Brothers García                           | Jake Brody                   |
| 2004      | Drake & Josh                                  | Michael                      |
| 2004      | Century City                                  | Julian Hann                  |
| 2004      | Nip/Tuck                                      | Trevor Hayes                 |
| 2004      | 8 Simple Rules                                | Jake                         |
| 2004–2012 | Desperate Housewives                          | Andrew Van de Kamp           |
| 2004–2005 | Still Standing                                | Matthew Halverson            |
| 2006      | The Jake Effect                               | Orson Carlyle                |
| 2009      | CSI: Miami                                    | Daniel Burgess               |
| 2012      | Rizzoli & Isles                               | Bradley Palmer               |
| 2013      | Killing Lincoln                               | John W. Nichols              |